# Jules Naudet
Pour les articles homonymes, voir Naudet.
Ne doit pas être confondu avec Jules Naudet (sociologue).

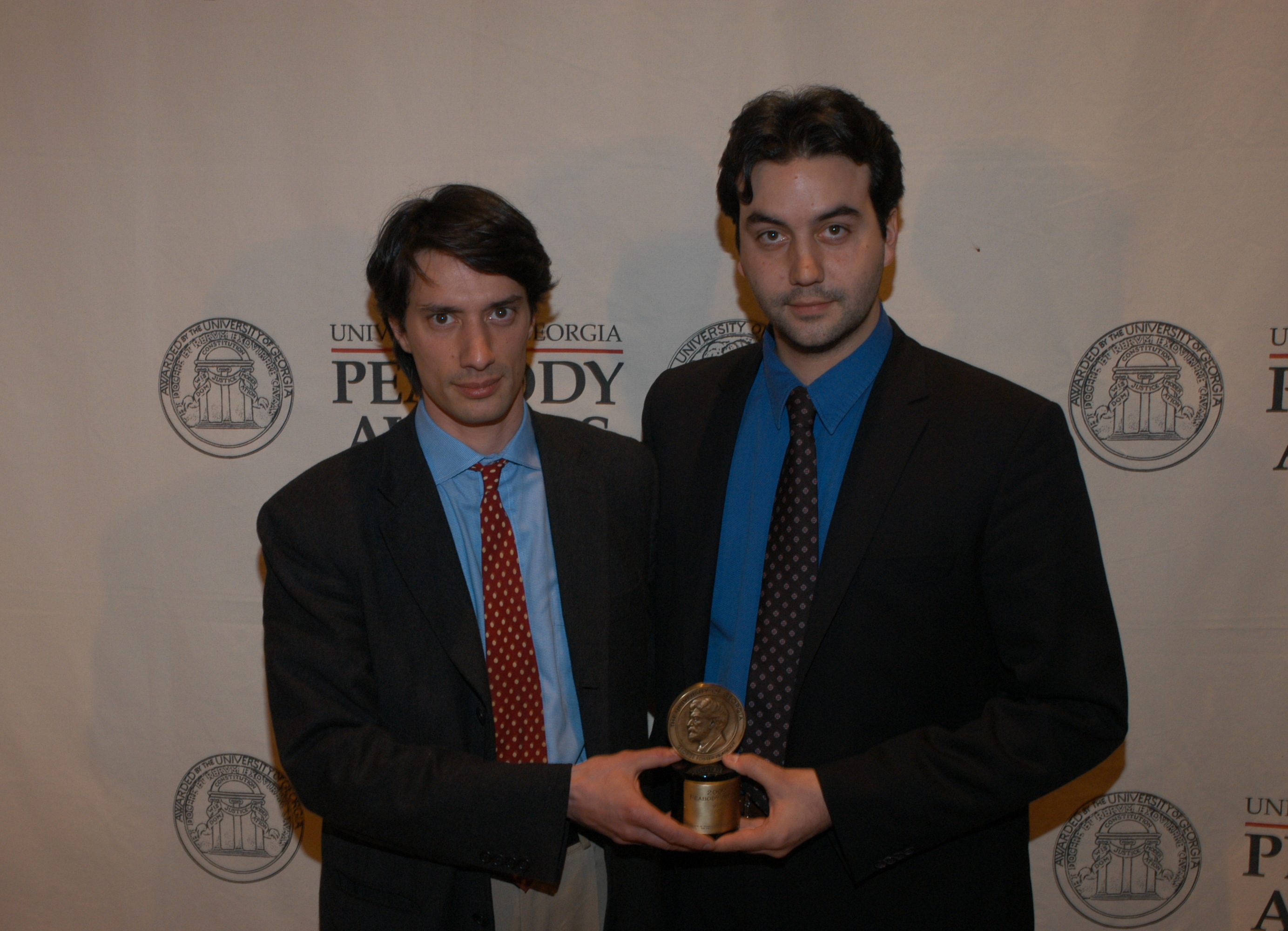
Gédéon Naudet et Jules Naudet avec un Peabody Award (2003)

Jules Naudet est un réalisateur français vivant aux États-Unis, né le 26 avril 1973. Il est l'auteur d'une des deux seules vidéos connues à ce jour (l'autre étant de Pavel Hlava) de l'impact du vol 11 American Airlines sur la tour Nord du World Trade Center, le premier des attentats du 11 septembre 2001.
Il est le frère cadet du réalisateur Gédéon Naudet. Il effectuait avec lui un reportage sur les pompiers de New York lorsque les attentats ont eu lieu le 11 septembre 2001. Il a alors suivi la patrouille qu’il filmait lorsqu’elle s’est rendue à l’intérieur de la tour Nord, ce qui lui a permis de produire des images exclusives du poste de commandement improvisé au rez-de-chaussée de la tour.

## Biographie
Il est le fils de Jean-Jacques Naudet, ancien cadre du groupe Hachette. Il arrive aux Etats-Unis en 1989 avec sa famille. Avec son frère il s'inscrit à l'Université de New York, au département télévision et cinéma. Grâce au document unique tourné le matin du 11 septembre 2001, les frères Naudet ont réalisé New York : 11 septembre, primé par deux Emmy Awards en 2002.

## Filmographie
- 1999 : Hope, Gloves and Redemption (TV)
- 2002 : New York : 11 septembre (9/11) (TV)
- 2007 : In God's Name (TV)
- 2011 : New York : 11 septembre, 10 ans après (9/11: 10 Years Later) (TV)
- 2013 : The Presidents' Gatekeepers (TV)
- 2015 : CIA, quand les patrons racontent (Spymasters: CIA in the Crosshairs) (TV)
- 2018 : 13 novembre : Fluctuat Nec Mergitur (November 13: Attack on Paris) (Netflix)
- 2021 : Notre-Dame de Paris, diffusé le 13 avril 2021 sur TMC.
- 2023 : Time Fighters : chaque minute compte sur Amazon Prime
- 2024 : Au cœur des jeux sur France TV

### Sources
- Marie-Édith Alouf, « 11 septembre, Témoin n° 1 et une sélection télévision et radio », Politis,‎ 5 septembre 2002 (lire en ligne)
- Éric Leser, « Deux caméras dans le chaos des Twin Towers », Le Monde,‎ 8 mars 2002